# Skole
Skole (em ucraniano:  Ско́ле) é uma cidade da Ucrânia, situada no Oblast de Leópolis. Tem 4,5 km² de área e sua população em 2020 foi estimada em 6.146 habitantes.